# Fortuna '54 in het seizoen 1962/63
Het seizoen 1962/1963 was het negende jaar in het bestaan van de Geleense betaaldvoetbalclub Fortuna '54. De club kwam uit in de Nederlandse Eredivisie en eindigde daarin op de 12e plaats. Tevens deed de club mee aan het toernooi om de KNVB Beker, hierin werd in de vierde ronde verloren van Eindhoven (1–4).

## Wedstrijdstatistieken

### Eredivisie
|       | ADO   | Ajax  | Blauw-Wit | DOS   | Sportclub Enschede | Feijenoord | GVAV  | Heracles | MVV   | NAC   | PSV   | Sparta | Volendam | De Volewijckers | Willem II |
| ----- | ----- | ----- | --------- | ----- | ------------------ | ---------- | ----- | -------- | ----- | ----- | ----- | ------ | -------- | --------------- | --------- |
| Thuis | 1 – 0 | 1 – 0 | 2 – 1     | 1 – 2 | 2 – 2              | 3 – 2      | 2 – 1 | 1 – 2    | 1 – 0 | 3 – 1 | 0 – 2 | 1 – 2  | 2 – 2    | 2 – 2           | 1 – 4     |
| Uit   | 3 – 0 | 6 – 3 | 5 – 0     | 0 – 2 | 2 – 0              | 2 – 1      | 4 – 2 | 0 – 4    | 3 – 0 | 0 – 2 | 1 – 0 | 2 – 0  | 1 – 1    | 0 – 3           | 2 – 3     |

### KNVB Beker
| 3e ronde                                        | Sittardia            | 0 – 2 (0 – 1) | Fortuna '54                                                    |
| 30 april 1963 Plaats: Sittard Sittardia-terrein |                      |               | 10' Pierre Custers 72' Giel Stevelmans                         |
| 4e ronde                                        | Fortuna '54          | 1 – 4 (1 – 2) | Eindhoven                                                      |
| 16 mei 1963 Plaats: Geleen Mauritsstadion       | Michael Pfeiffer 26' |               | 14', 22' Herman Teeuwen 47' Wim van Kessel 78' Hendrik Schalks |

## Statistieken Fortuna '54 1962/1963

### Eindstand Fortuna '54 in de Nederlandse Eredivisie 1962 / 1963
| Stand | Gespeeld | Gewonnen | Gelijk | Verloren | Punten | Doelpunten voor | Doelpunten tegen |
| ----- | -------- | -------- | ------ | -------- | ------ | --------------- | ---------------- |
| 12e   | 30       | 12       | 4      | 14       | 28     | 44              | 54               |

### Topscorers
| #      | Naam              | Goal |
| ------ | ----------------- | ---- |
| 1.     | Spitz Kohn        | 15   |
| 2.     | Pierre Custers    | 8    |
| 3.     | Frans Rutten      | 7    |
| 4.     | Peter Benen       | 6    |
| 5.     | Jean Munsters     | 3    |
| 6.     | Frans Kerens      | 2    |
| 7.     | Sef Horsels       | 1    |
| 7.     | Michael Pfeiffer  | 1    |
| 7.     | Willy Quaedackers | 1    |
| Totaal | Totaal            | 44   |

| #      | Naam             | Goal |
| ------ | ---------------- | ---- |
| 1.     | Pierre Custers   | 1    |
| 1.     | Michael Pfeiffer | 1    |
| 1.     | Giel Stevelmans  | 1    |
| Totaal | Totaal           | 3    |